# Чудин, Виталий Иванович
Вита́лий Ива́нович Чу́дин (27 ноября 1929, Бийск — 5 декабря 2012, Москва) — советский государственный и партийный деятель. Депутат Верховного Совета СССР 11 созыва. Член Центральной Ревизионной Комиссии КПСС (1981—1986).

## Биография
Родился в семье рабочего.
В 1948 году поступил в Алтайский институт сельскохозяйственного машиностроения. Окончив его в 1952 году по специальности инженер-механик, стал работать на машиностроительном заводе п/я 8843 в городе Фрунзе. С 1952 по 1953 год работал в должности технолога, затем с 1953 по 1954 в качестве старшего мастера. В 1954 году вступил в ряды КПСС и стал начальником цеха. В период с 1957 по 1959 год являлся заместителем главного металлурга завода. В 1959 году назначен начальником цеха завода. В 1961 году становится секретарём партийного комитета завода, а в 1962 году становится директором завода.
С 1967 года занимал пост заместителя председателя Совета Министров Киргизской ССР. С 1976 года — заместитель министра, а с 19 декабря 1980 до 2 августа 1985 года — министр строительного, дорожного и коммунального машиностроения СССР.
С августа 1985 года — персональный пенсионер союзного значения.
Ушел из жизни 5 декабря 2012 года, похоронен в Москве на Троекуровском кладбище.

## Награды и звания
Награждён орденами Октябрьской Революции, Трудового Красного Знамени и «Знак Почёта».